# BISS
BISS е абревиатурата на Basic Interoperable Scrambling System – система за скремблиране, използваща се основно в сателитното цифрово телевизионно радиоразпространение. Поради необходимостта от адекватно шифроване на канала излиза единен, отворен стандарт, получил широко разпространение в DVB (Digital Video Broadcasting). Това именно е BISS.
Съществуват няколко типа, под които работи този стандарт. Те са BISS тип 0, BISS тип 1 и BISS тип Е.
При тип 0 практически липсва шифроване на канала. Нарича се не скремблиран (чист) канал за данни. Използва се често при системи, които не трябва да са шифровани през цялото време на предаване. Затова, когато трябва се превключва на някой от другите типове, а за да се изключи – преминава се на тип 0.
Тип 1 е скремблиран, като се използва 12 битов шестнадесетичен ключ за формиране на сесийната дума (Session Word). Тя трябва да е известна на всички приемници (ресивъри), които ще трябва да имат право да дескремблират получената информация.
Типичен и естествен пример за един такъв ключ е: 123456ABCDEF.
Проблемът тук се състои в това, че въпросната сесийна дума се предава в чист вид по канала за данни. Това ще рече, че тя сравнително лесно може да бъде прихваната и така и други, неоторизирани приемници да имат възможността да дешифроват информацията.
Тип Е използва 16 битов шестнадесетичен ключ за формиране на сесийната дума. Тук вече, освен самия ключ е необходимо да се знае и идентификатора на конкретния приемник, за да се създаде криптирана сесийна дума. По този начин тя вече спокойно може да се предава по незащитен канал, поради това, че за да има процес на дескремблиране е необходимо да се знае и допълнителна информация, касаеща самият ресивър.
Процесът е следният: създава се сесийната дума. След това се взима идентификатора на приемника, който ще бъде оторизиран да дескремлира информацията. След като и той стане известен, тогава се калкулира криптираната сесийна дума (ESW – Encrypted Session Word). Тази обработка става по криптиращия алгоритъм DES3. За да може, обаче приемникът да работи нормално (да дескремблира) е необходимо тя (ESW) да се зададе и във въпросния приемник, оторизиран да дескремблира полученият сигнал.
Идентификаторите (ID), които се взимат от приемника условно биват два вида:
Вграден (Burried ID) – това е уникален идентификатор, който има всеки сателитен приемник (например серийният номер). Тъй като той е различен за всеки произведен приемник, следователно той успешно може да се използва за формиране на уникална сесийна дума. Така безпроблемно се осъществява връзка между предавателя и само един, единствен приемник.
Добавен (Injected ID) – идентификаторът може да бъде въведен („инжектиран“) в приемника. Така с помощта на един, може да се осъществи дешифроване на информацията от група от приемници, като на всеки един от тях се зададе програмно един и същ идентификатор.